# أيلا ألجان
أيلا ألجان (بالتركية: Ayla Algan)‏ (29 أكتوبر 1937، إسطنبول)، هي ممثلة مسرح وسينما، ومطربة وشاعرة تركية. قدمت أشعار يونس أمره باللغات الألمانية والفرنسية والإنجليزية.

## الروابط الخارجية
- أيلا ألجان على موقع IMDb (الإنجليزية)
- أيلا ألجان على موقع ألو سيني (الفرنسية)
- أيلا ألجان على موقع ميوزك برينز (الإنجليزية)
- أيلا ألجان على موقع قاعدة بيانات الأفلام السويدية (السويدية)
- أيلا ألجان على موقع ديسكوغز (الإنجليزية)
- أيلا ألجان على موقع قاعدة بيانات الفيلم (الإنجليزية)
- أيلا ألجان على موقع كينوبويسك (الروسية)